# Anna Johnson Pell Wheeler
Anna Johnson Pell Wheeler   (Hawarden, 5 de maig de 1883 - Bryn Mawr, 26 de març de 1966) va ser una matemàtica estatunidenca.

## Vida i Obra
Anna Johnson era filla d'uns immigrants suecs i va néixer a Calliope, avui un barri de Hawarden (Iowa). Per raó dels seus dos matrimonis, és coneguda amb els cognoms dels seus dos marits: Anna Johnson Pell Wheeler (o amb només un de ells, indistintament). Després de fer els estudis secundaris a Akron (Iowa), va ingressar el 1899 a la universitat de Dakota del Sud (a uns 30 kilòmetres), en la qual es va graduar el 1903. Durant els seus estudis, ella i la seva germana Esther, vivien a casa del seu professor de matemàtiques, Alexander Pell, un rus exiliat del seu país, molt popular al campus.
Va continuar els seus estudis obtenint dos màsters consecutivament a la universitat d'Iowa (1904) i al Radcliffe College (1905). A continuació va obtenir una beca del Wellesley College per anar a estudiar a Europa i va anar a la universitat de Göttingen. El 1907, Alexander Pell, que havia enviudat tres anys abans, va anar també a Göttingen i es van casar, malgrat la gran diferència d'edat. En retornar a Amèrica, Alexander Pell va ser nomenat professor del Institut de Tecnologia d'Illinois a Chicago i ella va aprofitar per acabar el seu doctorat a la universitat de Chicago sota la direcció d'Eliakim Hastings Moore, ja que a Göttingen havia tingut discrepàncies amb el seu tutor David Hilbert.
Va obtenir el doctorat el 1910 i va començar a buscar feina de professor universitari amb molt poc èxit, ja que les grans universitats del Oest Mitjà rebutjaven tenir dones com professores. El 1911 el seu marit va patir un ictus i ella el va substituir, però finalment va haver de buscar feina a les universitats per a dones del Est. A finals de 1911 ja estava donant classes al Mount Holyoke College (Massachusetts) i el 1918 passava al Bryn Mawr College (Pennsilvània) en el qual va romandre fins a la seva jubilació el 1948.
Alexander Pell no es va recuperar mai del tot del ictus i la va acompanyar a Bryn Mawr on va morir el 1921. Tres anys més tard, Anna Johnson es va tornar a casar amb el filòleg Arthur Leslie Wheeler, professor a Bryn Mawr, qui, poc després va ser nomenat professor de llatí a la universitat de Princeton, càrrec que va ocupar fins a la seva mort el 1932. Durant el temps que va durar aquest segon matrimoni, ella va continuar donant classes a Bryn Mawr a temps parcial.
Anna Johnson Wheeler va rebre nombroses distincions durant la seva carrera acadèmica: va ser la primera dona en donar les Colloquium Lectures (conferències anuals organitzades per la Societat Americana de Matemàtiques) (1927), també va ser la primera dona en poder dirigir-se al plenari en el congrés anual de la societat (1923), va rebre dos doctorats honoris causa, va ser editora de la revista Annals of Mathematics (1927-1945) i el 1939 va ser una dels fundadors de la revista Mathematical Reviews.
El seu camp de recerca va ser principalment el de les equacions integrals i l'àlgebra lineal. Va substituir Charlotte Angas Scott com a cap del departament de matemàtiques de Bryn Mawr i, com ella, va lluitar per convertir-lo amb un potent departament reconegut. El 1933 va lluitar per aconseguir tenir com professora Emmy Noether qui, malauradament, va morir poc després.